# Jan Wirix

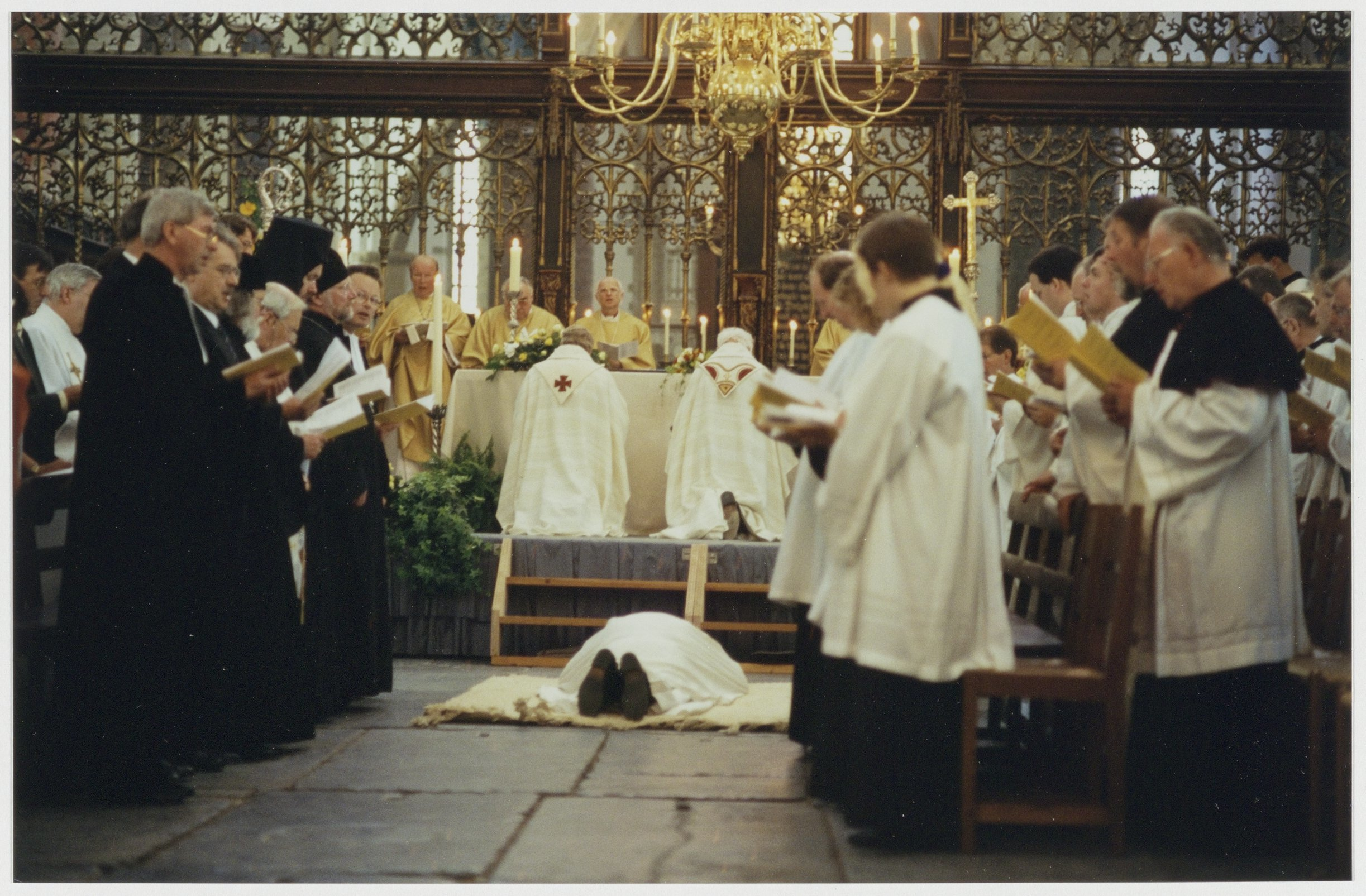
Bischofsweihe von Jan Lambert Wirix

Jan Lambert Wirix-Speetjens (* 13. Oktober 1946 in Neeroeteren, Gemeinde Maaseik, Belgien; † 29. Februar 2008 in Haarlem, Niederlande) war der 17. altkatholische Bischof von Haarlem.

## Leben
Jan Lambert Wirix-Speetjens studierte Theologie und Philosophie am Groot Seminarie in Lüttich und an der Katholischen Universität in Löwen. Am 26. Juni 1971 empfing er die Priesterweihe. Von 1977 bis 1984 war er wissenschaftlicher Mitarbeiter an der Universität von Gent. 1984 wurde er mit der Arbeit „Christliche Riten und Symbole bei Sterben und Bestattung“ promoviert. Seit 1982 arbeitete er in der Alt-Katholischen Kirche der Niederlande als Dozent am Seminar in Amersfoort.
Am 3. November 1994 wurde er zum Bischof von Haarlem gewählt und am 15. Mai 1995 in der St. Bavo-Kirche zu Haarlem geweiht. Sein Wappenspruch lautet: „Barmherzigkeit und Wahrheit“ (Psalm 85,11 ).
Neben wissenschaftlichen Publikationen erschienen von ihm ein Gebetbuch und ein Gedichtband, die er beide selbst illustriert hat.
Er war seit 1993 mit Christel Ruts verheiratet; aus der Ehe stammen zwei Söhne.